# 路易老爺
路易老爺（英語：Louis Royer）是法國的干邑白蘭地品牌，於1853年設廠，現由日本食品公司三得利（Suntory）所擁有。
路易老爺以干邑白蘭地品牌來說並不算是歷史悠久的酒廠，且沒有屬於自己的葡萄園，出產的酒主要藉由買入其他廠牌的葡萄酒、待釀干邑、或者舊干邑白蘭地來調配。
於2009及2010年連續獲得三藩市國際烈酒評選雙金獎。。